# Adoretus angustus
Adoretus angustus är en skalbaggsart som beskrevs av Frey 1968. Adoretus angustus ingår i släktet Adoretus och familjen Rutelidae. Inga underarter finns listade i Catalogue of Life.